# Bataille de Somerset
Guerre de Sécession
Batailles
Théâtre oriental
- Virginie-occidentale
- Manassas
  - 1re Bull Run
- 1re Virginie Septentrionale
- Burnside Expedition
- Péninsule
- Sept Jours
  - Gaines's Mill
  - Malvern Hill
- 1re Shenandoah valley
- 2de Virginie Septentrionale
  - 2de Bull Run
- Maryland
  - Antietam
- Fredericksburg
- Tidewater
- Chancellorsville
  - Chancellorsville
- Pennsylvanie
  - Gettysburg
- Bristoe
- Mine Run
- Campagne terrestre
  - Wilderness
  - Spotsylvania
  - Cold Harbor
- Bermuda Hundred
- 2de Shenandoah valley
  - Opequon
  - Cedar Creek
- Petersburg
- 1re Wilmington
- 2de Wilmington
- Appomattox
  - 3e Petersburg
  - Sayler's Creek
  - Appomattox C.H.

Théâtre occidental
- East Kentucky
- Shiloh
  - Fort Henry
  - Fort Donelson
  - Shiloh
- Kentucky
- Raid de Newburgh
  - Perryville
- Stones River
  - Murfreesboro
- Vicksburg
  - Champion Hill
  - Vicksburg
- Raid de Morgan
- Raid de Hines
- Tullahoma
- Chickamauga
- Chattanooga
- Knoxville
- Raid Forrest
- Atlanta
- Franklin-Nashville
- Savannah
- Carolines
  - Bentonville
- Raid de Wilson

Théâtre Trans-Mississippi
- Arizona confédéré
  - 1re Messilla
- Missouri
  - Wilson's Creek
- Territoire indien
- Trail of Blood on Ice
- Nouveau-Mexique
- Boston Mountains
- Pea Ridge
- 1re Texas
- Little Rock
- 2de Texas
- Camden
- Red River
- Raid de Price
- Palmito Ranch

Théâtre du bas littoral et approche du golfe
- Fort Sumter
- Blocus de l'Union
- 1re Bayou Teche
- Mississippi valley
  - Port Hudson
- Charleston
- 2de Bayou Teche
- Mobile Bay
- Mobile

La bataille de Somerset (ou Dutton's Hill) s'est déroulée le 31 mars 1863 lors de la guerre de Sécession. Le général John Pegram mène un raid de la cavalerie confédérée dans le centre du Kentucky qui est défait par les forces de l'Union sous le commandement du général Quincy A. Gillmore.

## Contexte
Au début 1863, le brigadier général John Pegram mène un raid de cavalerie dans le Kentucky au voisinage de Lexington. Le brigadier général Quincy A. Gillmore sollicite la permission du commandant du département de l'Ohio, le major général Ambrose E. Burnside de partir contre Pegram. Bien que Gillmore ait une réputation dans le service de l'artillerie et du génie, Burnside autorise néanmoins Gillmore à commander une force mixte de cavalerie et d'infanterie montée.

## Bataille
Le général Pegram permet habituellement à ses forces d'avoir des escarmouches pendant que d'autres troupes capturent du bétail. Les forces de l'Union partent du camp Nelson et se composent des 44th Ohio Mounted Infantry, 45th Ohio Mounted Infantry, d'une batterie de mortiers du capitaine Jesse Law et du 7th Ohio Cavalry avec deux pièces d'artillerie.
Avant que les forces de l'Union ne puissent répondre, la cavalerie de Pegram a rassemblé plusieurs centaines de têtes de bétail. La force de Gillmore rencontre celle de Pegram à l'extérieur de Somerset le 31 mars 1863. Les forces de l'Union se déploient à la base de la colline avec de gauche à droite le 44th, le 7th et le 45th avec les mortiers. Gillmore repousse les tirailleurs de Pegram sur Dutton's Hill où ils marquent un temps d'arrêt. Ne faisant aucun progrès au début, l'artillerie de l'Union est mise en batterie. Le 45th Ohio Infantry (en) réalise une charge victorieuse contre la colline obligeant les confédérés à retraiter.

## Résultats
Pegram retraite vers le sud de la rivière Cumberland laissant derrière des chevaux et beaucoup de bétail confisqué. La défaite crée une tension palpable entre Pegram et ses subordonnés.
Son premier commandement de terrain indépendant est un succès, bien que Gillmore continue d'exprimer son intérêt pour l'artillerie et le service côtier. Le général en chef Henry W. Halleck transfère Gillmore en Caroline du Sud pour la campagne contre Charleston (en).